# Parc Nacional del Volcà Masaya

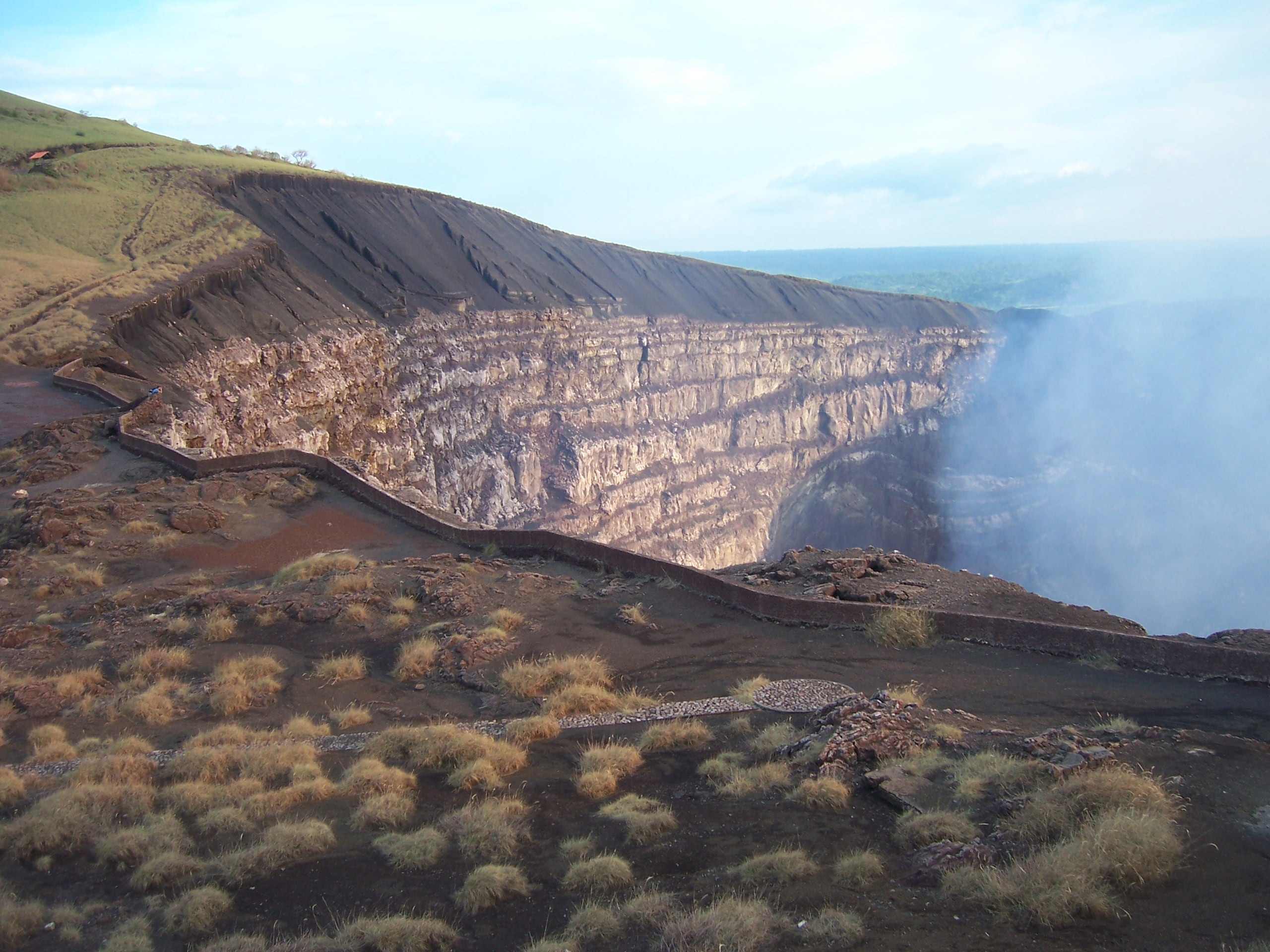
El cràter Santiago dins del Parc Nacional del Volcà Masaya

El Parc Nacional del Volcà Masaya, va ser declarat el primer Parc Nacional de Nicaragua el 27 de maig de 1979. El parc consta de 5 cràters, un dels quals encara està en actiu. El volcà Masaya és una caldera de 6 x 11,5 km que conté 13 orificis. La major part d'activitat va consistir en l'emanació de lava basàltica. Les erupcions piroclàstiques han construït tres cons principals: Masaya, Nindirí i Santiago. La fauna del volcà Masaya és nocturna. En algunes coves dels voltants del volcà hi ha diferents espècies de ratpenats.

## Cràter Santiago

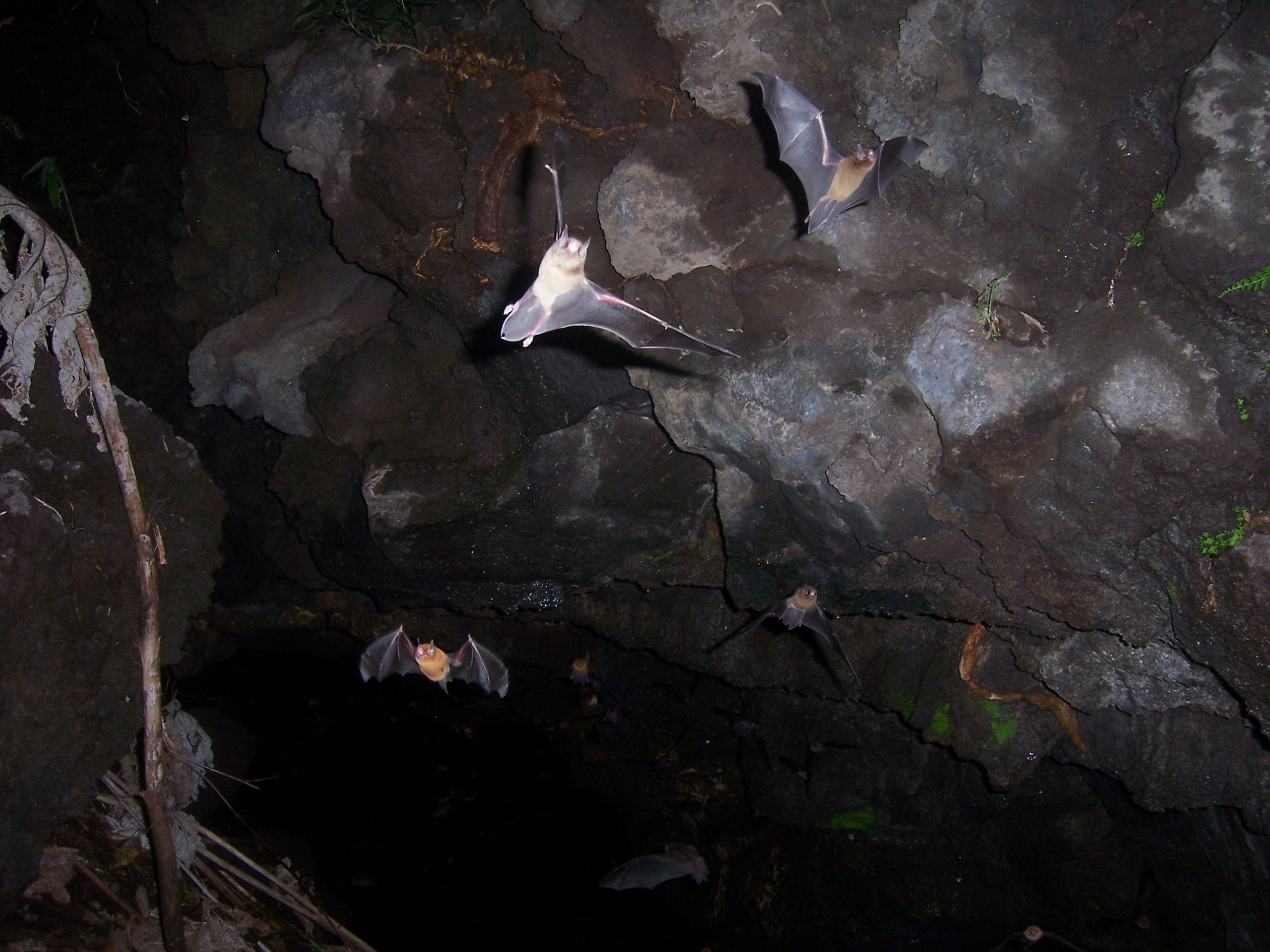
Rates penades sortint d'una cova al Parc Nacional

El cràter Santiago es va formar entre 1850-1853. Les restes al voltant del cràter indiquen possibles fonts de foc en el Masaya, l'únic amb erupcions d'aquest tipus i el segon més jove a l'Amèrica Central. L'última erupció del volcà va ser l'any 1993.
El volcà desprèn gran quantitat de gasos tòxics. Grans quantitats de diòxid de sofre. Els vulcanòlegs estudien aquestes situacions per entendre l'impacte de la pluja àcida a la salut de les persones.